# مازدا كيورا
مازدا كيورا هي السيارة المدمجة التي صنعت من طرف شركة مازدا. تم عرضها لأول مرة في معرض باريس للسيارات 2008. هذه السيارة هي الجيل القادم من السيارات مدمجة الحضرية التي تهدف إلى استبدال مازدا 2. وهي تطوير لتصميم الجيل القادم من السيارات المدمجة وأيضا دراسة هندسية لمحرك البنزين ذو كفاءة الوقود العالية. موضوع التصميم في مازدا كيورا هو الماء. وكذلك فإن كيورا هي النموذج الذي يتم تطبيقه على المدينة، والذي يعتبر اتجاها جديدا في سوق السيارات بسبب المخاوف البيئية. تستهلك مازدا كيورا لتر/32 كم  من كفاءة الوقود و 90 غ / كم من انبعاثات ثاني أكسيد الكربون.

## التصميم

### التصميم
كيورا، وتعني (الاناقة والنقاء)، تم تصميمها لسائقي المدينة الشباب. تصميم مازدا كيورا هو عمل تعاوني بين مازدا أوروبا ومازدا اليابان.

### خارجيا
تضم مازدا كيورا بابين فراشة وباب خلفي. لديها أربعة مقاعد ويمكن طيها للخلف. وصممت الأبواب والنوافذ الجانبية في شكل منصهر، بحيث استخدمت الشركة مواد بلاستيكية توفر الخصائص ذاتها الموجودة في الزجاج كالشفافية والصلابة، لكنها ذات وزن أخف وسهلة الاستخدام، إذ يمكن تحريك النوافذ عبر الضغط على أعلى أطراف الباب، فتعمل المؤشرات الموجودة بداخله ويُفتح الباب إلى الأعلى ومن ثم إلى الخارج، ما يوفر من المساحة عند الركن في أماكن ضيقة. وهي مصممة ليس فقط لتبدو وكأنها تيار مياه، ولكن أيضا لزيادة السلامة في مقابل تقليل الوزن.

### داخليا
لوحة القيادة داخل السيارة تستخدم تقنية الشاشات التي تعمل باللمس. بحيث يمكن للسائق نقل وتنظيم الأيقونات بما في ذلك العدادات ونظام الصوت على الشاشة.
ميزة واحدة بارزة من مازدا كيورا هو سقفها. تم تصميم السقف لجمع مياه الأمطار وتنقيته من خلال فلتر مثبت. يتم حفظ الماء في زجاجة مثبتة في السيارة بحيث يمكن للمسافرين شربه.

## التكنولوجيا

### المحرك
تستخدم مازدا كيورا محرك حقن مباشر رباعي الأسطوانات سعة 1.3 لتر يعمل بالبنزين. وطورت الشركة كذلك تقنية حقن الوقود المباشر وصممت حجرات احتراق أكثر كفاءة لتوفير تحكم أدق بالاحتراق، وزادت فعالية المحرك بفضل نظام توقيت الصمامات التتابعي المزدوج والمتطور S-VT، وتقنية التوقيت المتغير والرفع للصمامات ونظام التحكم الفعال بالصمامات.
ويتصل هذا المحرك بناقل حركة أوتوماتيكي من ست سرعات ذات ناقل حركة يدوي، ما يضمن الفعالية والقوة حتى على سرعات منخفضة.
ولقيادة السيارة في الشوارع المزدحمة بطريقة مريحة، طورت مازدا نظام التوقف الذكي عند عدم الحركة SIS، الذي يوفر في استهلاك الوقود عبر إيقاف المحرك أوتوماتيكيا عندما تتوقف السيارة عن الحركة، ويضمن انطلاقة سريعة وهادئة عند تحرك السيارة مجددا، كما تستخدم مازدا كيورا تباطؤ الطاقة لشحن البطارية.

### الجسم وكفاءة الوقود
لتقليل وزنها، تم صنع إطار الجسم كله من ألياف الكربون. كما تستخدم مازدا مواد خفيفة الوزن للديكورات الداخلية. هذه المواد الجديدة تجعل مازدا كيورا أخف 100 كجم من مازدا2 . هذه التقنيات تمكن مازدا كيورا من تحقيق الأداء لتر/ 32 كم. سيكون لديها  كفاءة عالية في ترشيد  الوقود من محرك البنزين . كما تطلق مازدا كيورا أقل من 90غ / كم من انبعاثات ثاني أكسيد الكربون.